# Schimmelius
Schimmelius là một chi bọ cánh cứng trong họ 
Elateridae.
Chi này được miêu tả khoa học năm 1994 bởi Platia.

## Các loài
Các loài trong chi này gồm:
- Schimmelius ingridae Schimmel, 1999
- Schimmelius ochraceus Platia, 1994
- Schimmelius tertius Platia & Gudenzi, 2000